# Стегоцерас
Стегоцерас (лат. Stegoceras) — род растительноядных динозавров из семейства пахицефалозаврид (Pachycephalosauridae), живших во времена позднемеловой эпохи (83,6—70,6 млн лет назад) на территории современных Канады и США.

## Этимология
Стегоцерас переводится с древнегреческого как «рогатая крыша» (др.-греч. στεγο-/stego- — «крыша», κέρας/ceras — «рог»).

## Описание
Длина тела 2,5 м, высота — 1,5 м, вес предположительно 10—40 кг.  Череп длиной до 26 см приспособлен для сражений.
Черепная кость массивная для его размера.
Стегоцерас передвигался на двух задних ногах. Переднюю часть тела (голову, шею, передние лапы) уравновешивал хвост. На передних конечностях было пять пальцев, на задних — три. Пальцами передних лап динозавр мог придерживать ветви.
Строение тела помогало уменьшить толчки при битве. Стегоцерас обладал длинными ногами, и поэтому другие динозавры уступали ему в скорости.

## Классификация
По данным сайта Paleobiology Database, на июль 2018 года в род включают 2 вымерших вида:
- Stegoceras novomexicanum Jasinski & Sullivan, 2011
- Stegoceras validum Lambe, 1902 [syn. Ornatotholus browni (Wall & Galton, 1979), Stegoceras browni Wall & Galton, 1979, Stegoceras validus Lambe, 1902, orth. var., Troodon validus (Lambe, 1902)]